# Alcoa
Alcoa, abréviation de « Aluminum Company of America », (NYSE : AA) est une entreprise américaine, l'un des cinq principaux producteurs d'aluminium au monde. Son siège opérationnel est situé à Pittsburgh aux États-Unis. En 2006, l'entreprise était présente dans quarante-trois pays et employait 127 000 personnes. Fin 2015, elle est présente dans trente pays et emploie 60 000 personnes.

## Histoire
En 1886, Charles Martin Hall, diplômé de l'Oberlin College, découvre le processus d'électrolyse de l'aluminium, presque simultanément avec Paul Héroult en France. Il s'est rendu compte qu'en faisant passer un courant électrique dans un bain de cryolite et d'oxyde d'aluminium, l'aluminium, qui était alors un métal semi-rare, restait un sous-produit. Cette découverte, maintenant appelée procédé de Hall-Héroult, est toujours le seul procédé utilisé pour fabriquer de l'aluminium (voir également le processus de Bayer - Bayer process (en)).
Charles Martin Hall et Alfred Ephraim Hunt créent la Pittsburgh Reduction Company en 1888. Elle prend le nom d'« Alcoa » en 1929.
Le géant américain de l’aluminium utilise le fluor pour l'extraire, ce qui diffuse des fumées toxiques dans l’environnement. Des fluoroses dentaires sont constatées autour de l’usine, le dossier est par la suite classé confidentiel. Alcoa va avoir recours en 1931 aux services de son propre laboratoire scientifique, l'Institut Mellon (créé pour servir ses intérêts industriels), afin de légitimer le fluor en vue d'éviter un scandale devenant de plus en plus probable en raison des nombreuses toxicités recensées aux alentours de l'usine et en premier lieu, parmi les salariés de l'usine. Quatre ans plus tard, en 1935, une étude (pilotée par Gérald Koch et Francis Frari (chimiste en chef d’Alcoa) est commanditée par l’Institut. Les résultats tombent en 1939, l’Institut Mellon annonce dans une revue scientifique que le fluor permet aux dents d’être plus résistantes face à la carie. Après une grande campagne médiatique, le caractère bénéfique du fluor s'installe progressivement jusqu'à être définitivement posé, passant du statut de poison, à celui de remède,.
En 1955, dans le cadre du Heavy Press Program, elle commence à exploiter trois presses hydraulique dont une de 45 400 t de pression qui est la plus puissante du monde à sa mise à service et qui reste, en 2014, la plus grande utilisé par l'industrie aux États-Unis.
Alcoa est propriétaire aux États-Unis d’une partie de son énergie. Alcoa possède, en 1980, environ la moitié de l’électricité nécessaire à sa
production consolidée.
Après la dislocation de l'URSS, Alcoa prend le contrôle d'une usine russe à Samara qui possède une presse hydraulique de 75 000 tonnes qui sera également la plus puissante au monde de 1957 à 2013.

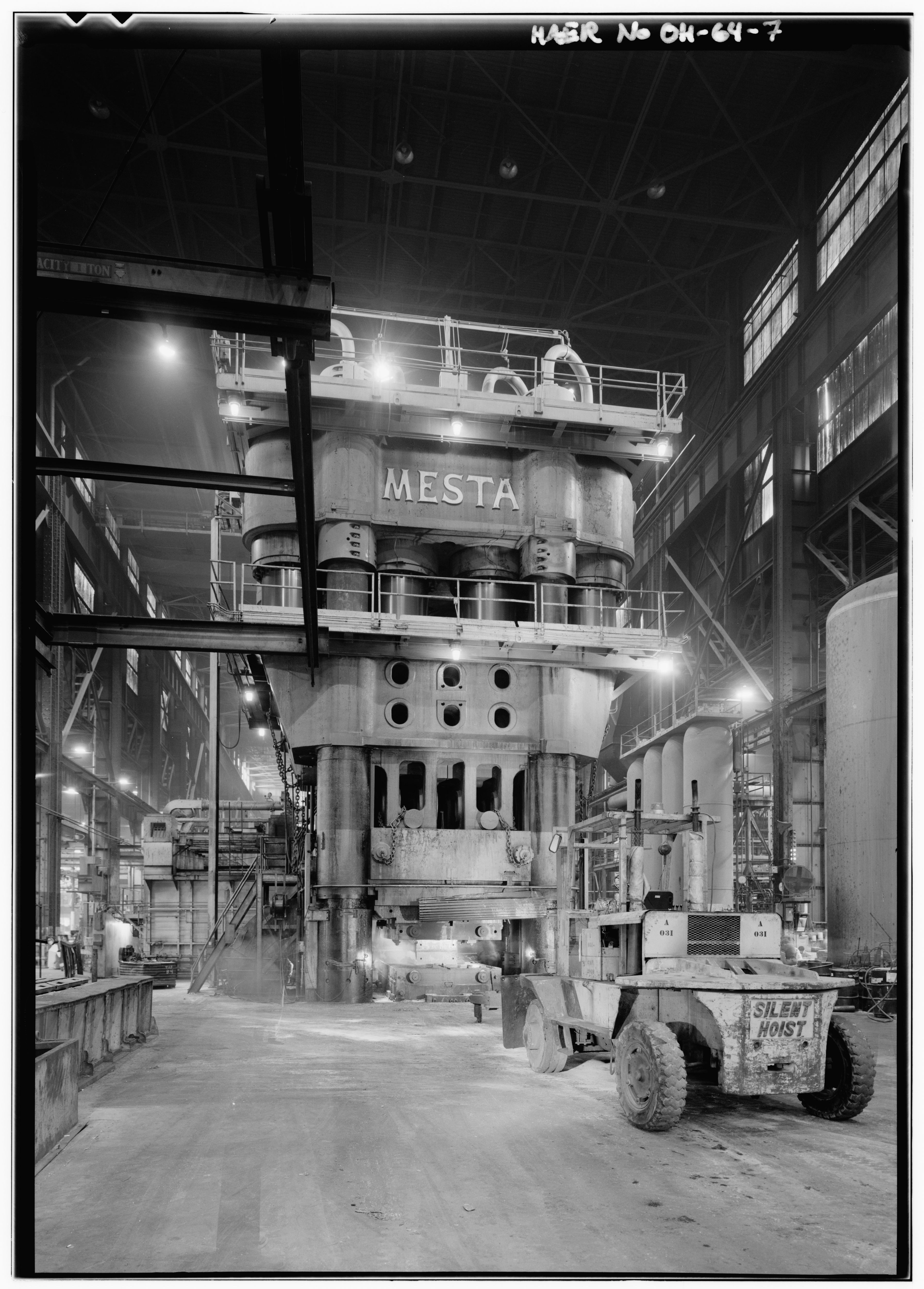
La presse à forger de 45400 t exploitée par Alcoa en 1985 sur son site de Cleveland.

### Histoire récente
En 2000, Reynolds Metals Company fusionne avec Alcoa.
Le 7 mai 2007, Alcoa fait une offre de rachat de 27 milliards de dollars US au groupe canadien Alcan dans le but de devenir le plus grand producteur mondial d'aluminium, mais c'est le groupe anglo-australien Rio Tinto qui fera finalement l'acquisition d'Alcan la même année.
Le 19 décembre 2008, Hydro-Québec et Alcoa signent une entente portant sur la livraison d'énergie électrique au Québec. Cette entente, qui durera jusqu'en 2040, assure le maintien de la fourniture d'électricité aux trois alumineries d'Alcoa au Québec, situées à Baie-Comeau, à Bécancour et à Deschambault. De plus, elle permet à Alcoa de procéder à la modernisation de son usine à Baie-Comeau et d'en augmenter sa capacité de production. Cette dernière augmente ainsi de 110 000 tonnes par an, atteignant au total 548 000 tonnes.
Le 6 janvier 2009, Alcoa annonce qu'il va supprimer 13 500 emplois et réduire sa production. Elle a aussi annoncé mettre fin à 1 700 postes contractuels.
Le 23 septembre 2013, Alcoa sort de l'indice boursier Dow Jones. La firme donnait traditionnellement le coup d'envoi à la saison de publication des résultats trimestriels de plusieurs entreprises.
En juin 2014, Alcoa acquiert Firth Rixson, une entreprise américaine d'aéronautique, pour 2,85 milliards de dollars.
En mars 2015, Alcoa annonce l'acquisition de RTI International Metals, spécialisée dans le titane pour l'industrie aéronautique et automobile, pour 1,3 milliard de dollars.
En septembre 2015, Alcoa annonce son intention de se scinder en deux entreprises distinctes, une spécialisée dans les activités métallurgiques pour l'aéronautique et l'automobile, qui prendra le nom d'Arconic et l'autre restant sur une activité plus généraliste, qui gardera le nom d'Alcoa,. La scission est annoncée être effective en novembre 2016.

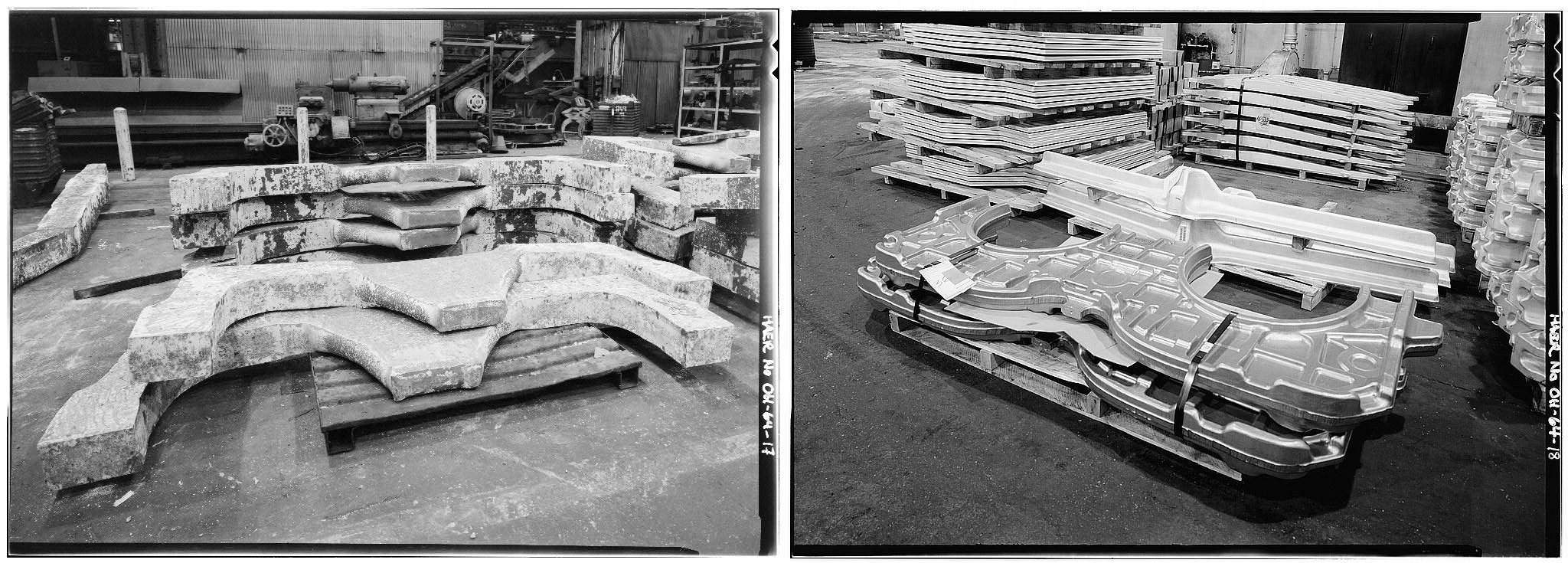
Pièces en titane pour l'avion de combat F-15 Eagle avant et après traitement par la presse à forger de 45400 t d'Alcoa (1985).

## Actionnaires
Liste des principaux actionnaires au 22 février 2022 :
| Actionnaire                                             | %      |
| ------------------------------------------------------- | ------ |
| The Vanguard Group                                      | 9,68 % |
| SSgA Funds Management                                   | 3,41 % |
| Fisher Asset Management                                 | 3,39 % |
| Dimensional Fund Advisors                               | 3,33 % |
| en:The Baupost Group                                    | 3,10 % |
| Capital Research & Management                           | 2,87 % |
| BlackRock Fund Advisors                                 | 2,86 % |
| Capital Research & Management (International Investors) | 2,67 % |
| Thélème Partners                                        | 2,62 % |
| Putnam Investment Management                            | 2,40 % |

## Filiales
AFL Automotive est une filiale de production de pièces pour l'automobile. Installée au Mexique, elle employait 29 000 personnes en 2002. Le 13 mars 2003, Alcoa annonce la suppression de 4 250 postes pour la fin juillet 2003.

## Communication

### Activité de lobbying

#### Auprès des institutions de l'Union européenne
Alcoa Europe SA est inscrite depuis 2008 au registre de transparence des représentants d'intérêts auprès de la Commission européenne. Elle déclare en 2015 pour cette activité  des dépenses d'un montant compris entre 600 000 et 700 000 euros.

#### Aux États-Unis
Selon le Center for responsive politics, les dépenses de lobbying d'Alcoa aux États-Unis s'élèvent en 2015 à 2 360 000 dollars. 

## Critiques
Alcoa figure en 2016 au premier rang du Top 100 des pollueurs atmosphériques aux États-Unis publié par l'Institut de recherche en politique économique de l'Université du Massachusetts à Amherst.
2018 : les entreprises Alcoa et Rio Tinto annoncent la création de la coentreprise Elysis destinée à rendre la production d'aluminium moins polluante, via une technologie réduisant les émissions de gaz à effet de serre lors du processus d'électrolyse du métal, avec l'aide de l'entreprise Apple.